# Estació de trens de Bettembourg
L'Estació de trens de Bettembourg (en luxemburguès: Gare Beetebuerg; en francès: Gare de Bettembourg, en alemany:  Bahnhof Bettemburg) és una estació de trens que es troba a Bettembourg al sud de Luxemburg. La companyia estatal propietària és Chemins de Fer Luxembourgeois. L'estació està situada en el ramal ferroviari de la línia 60 CFL, que connecta la ciutat de Luxemburg amb les Terres Roges al sud del país. És la principal cruïlla de la Línia 60, amb la divisió de línia en tres diferents branques després de Bettembourg.

## Servei
Bettembourg rep els serveis ferroviaris pels trens de Regionalbahn (RB) i Regional Express (RE) amb relació a la línia 60 CFL entre Ciutat de Luxemburg i Rodange, o Ciutat de Luxemburg a Rumelange. Y pels trens de Transport express régional (TER) amb relació la Línia 90 CFL entre Ciutat de Luxemburg i Nancy (França)